# Alojzy Liguda
Alojzy Liguda SVD (ur. 23 stycznia 1898 w Winowie, zm. 8/9 grudnia 1942 w KL Dachau) – polski duchowny katolicki, błogosławiony Kościoła katolickiego.

## Życiorys
Syn Wojciecha i Rozalii; miał sześcioro rodzeństwa. Ukończywszy Niższe Seminarium Misyjne św. Krzyża w Nysie-Górnej Wsi, wstąpił do nowicjatu Zgromadzenia Słowa Bożego w Międzynarodowym Seminarium Misyjnym św. Gabriela pod Wiedniem. Po odbyciu nowicjatu złożył śluby wieczyste (wrzesień 1926), a następnie przyjął święcenia kapłańskie 26 maja 1927. W latach 1930–1936 studiował filologię polską na Uniwersytecie Poznańskim (w Poznaniu). Następnie został skierowany do Domu Prowincji Polskiej werbistów w Górnej Grupie, gdzie w czerwcu 1939 objął funkcję rektora. Pełnił też funkcję admonitora w radzie prowincjalnej.
Po wybuchu II wojny światowej dom św. Józefa 29 października 1939 został zamieniony na obóz. W lutym 1940 wszyscy internowani tam duchowni zostali wywiezieni do obozu przejściowego Neufahrwasser, a stamtąd do niemieckiego obozu koncentracyjnego Stutthof, kolejno trafił do Sachsenhausen, a 14 grudnia 1940 został zarejestrowany w ostatnim miejscu Dachau, jako numer 22 604. Według naocznego świadka, zamieszkałego w USA ks. Bernarda Goebela, zginął zamęczony w trakcie barbarzyńskich eksperymentów pseudomedycznych (badano zachowanie skóry ludzkiej w lodowatej wodzie, w czasie okrutnych eksperymentów, często zdzierano skórę z żyjących ofiar), a zwłoki spalono w krematorium w Dachau 12 grudnia 1942.
W rodzinnej miejscowości, ulicę przy której stoi dom w którym się urodził nazwano jego imieniem.
Został beatyfikowany przez Jana Pawła II 13 czerwca 1999 roku jako jeden ze 108 polskich męczenników II wojny światowej.